# روژه مارتی
روژه مارتی (انگلیسی: Roger Martí؛ زادهٔ ۳ ژانویهٔ ۱۹۹۱) بازیکن فوتبال اهل اسپانیا است.
از باشگاه‌هایی که در آن بازی کرده‌است می‌توان به باشگاه فوتبال رئال وایادولید، باشگاه فوتبال لوانته، و باشگاه فوتبال رئال ساراگوسا اشاره کرد.